# William Corbett Jones
William Corbett-Jones (Manila, Filipines, 1929), és un pianista estatunidenc que ha actuat arreu dels Estats Units, Canadà, Mèxic i Amèrica Central, Europa, Àfrica, Austràlia, Nova Zelanda, les Filipines, Taiwan i Singapur.

## Educació
Entre els professors privats de Corbett-Jones hi ha Adolph Baller, Alexander Libermann, Egon Petri, Lili Kraus i Dario De Rosa, pianista del Trio di Trieste (Itàlia) a l'Accademia Musicale Chigiana de Siena, Itàlia. Ha participat en classes magistrals impartides per Olga Samaroff, Ernest Bloch, Pau Casals, Rosina Lhévinne, Lotte Lehmann, Ilona Kabos, János Starker, Christoph Eschenbach, Malcolm Frager, Jean-Philippe Collard, Adele Marcus i Guido Agosti.

## Actuació[calcitació]
Corbett-Jones va actuar com a pianista a l'Alma Trio des del 1971 fins al 1976, després de la jubilació del seu professor i pianista fundador de l'Alma Trio, Adolph Baller.
Entre els artistes amb qui Corbett-Jones ha actuat hi ha: Violinistes: Henri Temianka, Berl Senofsky, Salvatore Accardo i Tossy Spivakovsky, Christian Ferras, Hansheinz Schneeberger i Mischa Elman, Andor Toth i Jacob Krachmalnick, Camilla Wicks, Pierre D'Archambeau, Jassen Todorov; també pianista d'assaig de Joseph Szigeti i Yehudi Menuhin; Violistes: Paul Yarbrough, Andras Toszeghi, Ernst Wallfisch; Violoncel·listes: Laszlo Varga, Gábor Rejtő, Joseph Shuster, Claude Starck, i Christine Walevska, William Van Den Burg, Margaret Tait; Clarinetistes: David Glazer, Rosario Mazzeo, Rudolf Stalder; Flautistes: Paul Renzi, Peter-Lukas Graf, Michel Dubos; Oboista: Heinz Holliger; Cantants: James McCracken, Hilde Rössel-Majdan, Robert Weede, Marilyn Horne, Arthur Loosli.